# E=MC² (álbum)
E=MC² es el undécimo álbum de estudio de la cantante estadounidense Mariah Carey, lanzado el 15 de abril de 2008 en Estados Unidos.
Debutó en el número uno en Estados Unidos en la lista Billboard 200 con 463.000 copias vendidas en su primera semana de lanzamiento. El primer sencillo, «Touch My Body», se convirtió en un gran éxito, alcanzado el número uno en la lista Hot 100. Hasta junio de 2008 se estima que el álbum alcanza los 2,5 millones de unidades vendidas en todo el mundo.
Según Nielsen SoundScan, hasta marzo de 2013, E=MC² vendió 1 289 000 copias en los Estados Unidos.

## Título
Antes de la confirmación oficial del título, se habían anunciado títulos cómo: Sweet Soul Odyssey o That Chick (en referencia a una de las pistas del álbum). El título del álbum significa "(E) de Emancipación (=) es igual a (MC) Mariah Carey (²) a la segunda potencia. Originalmente E=MC² es la fórmula de equivalencia entre masa y energía de Einstein, pero en este caso quiere decir que es la secuela de su álbum anterior The Emancipation of Mimi (2005).

## Historia y producción
Carey anunció que estaba escribiendo nuevas canciones mientras viajaba en su última gira (The Adventures of Mimi Tour) en el 2006. Más tarde se informó que Carey comenzaría a grabar su álbum y que había reservado la mansión más grande en la isla Anguila, durante todo un mes y que había construido un estudio de grabación en él. 
El productor de R&B Bryan-Michael Cox, visitó la isla y contribuyó con varias canciones para el disco.
El 1 de febrero de 2008 se filtró en Internet un vídeo en el que se podía ver Mariah y Jermaine Dupri finalizando una de las sesiones de grabación del álbum.
En una entrevista con la revista Vibe, el rapero T.I. mencionó que él sería uno de los productores del álbum de Carey. Otros productores son Polow da Don y Will.i.am.
A fines del 2007 Carey declaró que estaba eligiendo entre 22 pistas para poner al disco.

## Estilo, contenido lírico y musical
Los géneros predominantes en el álbum son el pop, r&b y el hip-hop al igual que su álbum anterior, pero también tiene ciertas influencias reggae y góspel.
Carey experimentó por primera vez ritmos reggae en la tercera pista del álbum titulada «Cruise Control», e incluso utiliza el dialecto jamaicano en la segunda estrofa. En «Side Effects» (en español Efectos secundarios), Carey habla acerca de su matrimonio con Tommy Mottola y lo describe como un infierno privado, por el abuso emocional que vivió durante ese tiempo y que los efectos secundarios aún persisten. Jennifer Vineyard de Mtv dijo que la canción tenía el poder de una balada rock y la comparó con el estilo musical de Bonnie Tyler y Pat Benatar. Dos de las pistas utilizan samples (muestras) de melodías de otras canciones. La primera «I'm That Chick» con una influencia soul de los años setenta, utiliza el sample de «Off the Wall» de Michael Jackson y la segunda «I'll Be Lovin' U Long Time» utiliza el sample de «Stay with Me» de DeBarge y se parece a la canción de la serie Hill Street Blues. El segundo sencillo del álbum, la balada «Bye Bye», habla acerca de la pérdida de su padre Alfred Roy, que murió de cáncer en el 2002 y sobre su ausencia durante su infancia. Aunque en la mayoría de la canción la letra parece ser personal, ella trata de mantenerla como tema universal diciendo que «toda la gente que ha perdido a alguien» se puede sentir con ella.
La última pista «I Wish You Well» es una balada sencilla, cantada solo con un piano y con ciertas influencias góspel en la que Carey cita algunos versos de la Biblia.

## Críticas y revisiones
El mayor desafío para este álbum fue continuar con la calidad de su antecesor que fue aclamado por la mayoría de los críticos.
Los comentarios para E=MC² fueron aún mejores, muchos de los críticos dijeron que era dignamente sucesor de The Emancipation of Mimi.
La revista Billboard dijo: «La emancipación se declaró antes, pero Mariah Carey nunca había sonado tan libre como lo hace en su décimo álbum» y lo describió cómo «un álbum pop con partes fuertes y livianas».
Muchos de los críticos están de acuerdo en que su voz aún está en buen estado. Fox News y RWD dijeron que «su infame voz de ocho octavas había sufrido un pequeño desgaste en los últimos años, pero todavía puede cantar tonos muy altos, bajos y suaves cómo ningún otro cantante». También agregaron que en cuanto a sonido y voz, éste es el mayor lanzamiento de una superestrella en lo que va del año.
Otros críticos no fueron tan entusiastas y principalmente sus críticas mediocres se fundamentaron en que supuestamente este álbum estaba tratando de copiar las canciones de The Emancipation of Mimi y porque Mariah no utilizaba toda su gama vocal. Caryn Ganz, un crítico de la revista Rolling Stone; dijo que casi todas las canciones son de cuatro versos y que Mariah no utiliza toda su "gloriosa gama vocal". LA Times dijo que su voz era lo más llamativo del álbum, sin embargo califica al álbum como casi un clon de The Emancipation of Mimi. Adam Benjamin Irby de la revista Bleu Magazine estuvo de acuerdo con ésta opinión y comentó que todas las baladas están tratando desesperadamente de recuperar la magia de «We Belong Together»; aunque según él, éstas no son tan terribles pero si aburridas y fáciles de olvidar.
En contraste con estos comentarios, MTV alabó su voz y agregó que Carey de verdad puede cantar cuando no centra toda su música en su gama vocal. Jody Rosen comparte ésta opinión y añade que "ella definitivamente se ha emancipado y ha dejado esa necesidad de decorar sus canciones mostrando tantas octavas como María Callas".

## Recepción comercial
E=MC² debutó en el primer lugar en los Estados Unidos en la lista Billboard 200 con 463.000 unidades vendidas solo en la primera semana, convirtiéndose en el mejor debut de Carey. Con seis álbumes que han llegado al número uno, Mariah Carey y Janet Jackson son las terceras solistas mujeres con más álbumes número uno, solo detrás de Barbra Streisand con ocho y Madonna con siete.
En la segunda semana el álbum continuó en el primer puesto con otros 182.000 ejemplares vendidos.
E=MC² es el primer álbum de Carey que ha logrado mantenerse durante dos semanas consecutivas en el primer puesto desde Daydream en 1995 ya que The Emancipation of Mimi también estuvo dos semanas en la cima pero no consecutivas.
En el Reino Unido el álbum debutó en el número tres, con 34.800 copias vendidas en su primera semana. Es el primer álbum de Carey que logra entrar al top cinco desde  Butterfly que debutó en el número dos en 1997. En las Filipinas el álbum vendió 15.000 copias y fue certificado de oro en tan solo ocho días. El álbum alcanzó el número dos en Australia y recibió una certificación de oro.
El 8 de julio de 2008, la Recording Industry Association of America certificó al álbum de platino.

## Reconocimientos
El 15 de abril de 2008, el mismo día que el álbum fue lanzado; el alcalde Antonio Villaraigosa proclamó oficialmente "El día de Mariah Carey" en Los Ángeles. Fue el marco de celebración por el decimoctavo número uno «Touch My Body». Además, el 25 de abril de 2008, el Edificio Empire State fue iluminado con los colores de Mariah Carey: lavanda, rosa y blanco en celebración a sus logros en el mundo de la música.
Carey es la primera persona en la historia en ser honrada en éste evento.

## Sencillos
"Touch My Body", el primer sencillo del álbum, recibió críticas positivas, entre ellas, la revista Blender la llamó «un genio pop». Se trata de un éxito moderado en la mayoría de los países, aunque fue notablemente más exitoso en Estados Unidos. Debutó en el número 57 en la lista Hot 100 y alcanzó el número 1, seis semanas después de su lanzamiento, permaneciendo en dos semanas en él. Con "Touch My Body", Carey obtuvo su decimoctavo número 1 en dicha lista, superando a Elvis Presley y quedando en segundo lugar entre los artistas con más números unos en Estados Unidos.
El logró se atribuyó al récord de ventas digitales, con doscientos ochenta y seis mil descargas legales en su primera semana disponible.
"Bye Bye", el segundo sencillo, debutó en el número 23 en el Billboard Hot 100, en la segunda semana descendió al número 32 y en la tercera pasó al número 38. Gracias a su creciente popularidad en la radio, saltó al número 19 en su quinta semana.
El tercer sencillo, "I'll Be Lovin' U Long Time", se lanzó el 1 de julio en Estados Unidos. Su videoclip se filmó en Hawái, bajo la dirección de Chris Applebaum. La canción solo alcanzó el número 58 en el Billboard Hot 100.
El cuarto sencillo, "I Stay in Love" fue lanzado a las radios norteamericanas, el video fue producido y dirigido por su esposo el rapero Nick Cannon, filmado en Las Vegas en el club nocturno "The Bank (Bellagio)". "I Stay in Love" fue el primer sencillo del álbum que no logra entrar al Billboard Hot 100, sin embargo, se convirtió en su decimocuarto sencillo número 1 en el Hot Dance Club Play chart.
"Migrate", canción que canta a dúo con T-Pain, debutó en el número 92 en la lista Billboard Hot 100. "Side Effects", con Young Jeezy, debutó en el número 93 de la lista Pop 100 y "I'm That Chick" entró en el número 89 en la lista Hot R&B/Hip-Hop Songs. Ninguna de las canciones mencionadas ha sido lanzada oficialmente cómo sencillo, pero han ganado puntos en las listas debido a las masivas descargas digitales legales.

## Lista de canciones
| E=MC2 versión estándar |                                            |                                                                          |                                   |          |  |
| N.º                    | Título                                     | Escritor(es)                                                             | Productor(es)                     | Duración |  |
| 1.                     | «Migrate» (featuring T-Pain)               | Mariah Carey, Nathaniel Hills, Balewa Muhammad, Faheem Najm              | Danja, Mariah Carey               | 4:17     |  |
| 2.                     | «Touch My Body»                            | Carey, Crystal Johnson, Terius Nash, Christopher Stewart                 | Christopher Stewart, Mariah Carey | 3:24     |  |
| 3.                     | «Cruise Control» (featuring Damian Marley) | Carey, Jermaine Dupri, Johnson, Damian Marley, Manuel Seal               | Jermaine Dupri, Mariah Carey      | 3:32     |  |
| 4.                     | «I Stay in Love»                           | Carey, Bryan-Michael Cox, Kendrick Dean, Adonis Shropshire               | Bryan-Michael Cox, Mariah Carey   | 3:32     |  |
| 5.                     | «Side Effects» (featuring Young Jeezy)     | Carey, Jay Jenkins, Johnson, Scott Storch                                | Scott Storch, Mariah Carey        | 4:22     |  |
| 6.                     | «I'm That Chick»                           | Carey, Johntá Austin, Mikkel S. Eriksen, Tor E. Hermansen, Rod Temperton | Stargate, Mariah Carey            | 3:31     |  |
| 7.                     | «Love Story»                               | Carey, Austin, Dupri, Seal                                               | Jermaine Dupri, Mariah Carey      | 3:56     |  |
| 8.                     | «I'll Be Lovin' U Long Time»               | Carey, Aldrin Davis, Mark DeBarge, Johnson, Etterlene Jordan             | DJ Toomp, Mariah Carey            | 3:06     |  |
| 9.                     | «Last Kiss»                                | Carey, Austin, Dupri, Seal                                               | Jermaine Dupri, Mariah Carey      | 3:36     |  |
| 10.                    | «Thanx 4 Nothin'»                          | Carey, Dupri, Seal                                                       | Jermaine Dupri, Mariah Carey      | 3:05     |  |
| 11.                    | «O.O.C.»                                   | Carey, Kasseem Dean, Sheldon Harris                                      | Swizz Beatz, Mariah Carey         | 3:26     |  |
| 12.                    | «For the Record»                           | Carey, Cox, Shropshire                                                   | Bryan-Michael Cox, Mariah Carey   | 3:26     |  |
| 13.                    | «Bye Bye»                                  | Carey, Eriksen, Hermansen, Austin                                        | StarGate, Mariah Carey            | 4:26     |  |
| 14.                    | «I Wish You Well»                          | Carey, James Poyser, Mary Ann Tatum                                      | James Poyser, Mariah Carey        | 4:35     |  |

| Bonus Track E=MC2 Reino Unido, Japón y Australia |                                                            |                                                                                               |                     |          |  |
| N.º                                              | Título                                                     | Escritor(es)                                                                                  | Productor(es)       | Duración |  |
| 15.                                              | «Heat» (Sample de la canción "Boyz In The Hood" de Eazy-E) | Will Adams, Carey, Jon Fletcher, Keith Harris, Jalil Hutchins, Johnson, Larry Smith, R.Muller | Danja, Mariah Carey | 3:34     |  |

| Bonus Track E=MC2 iTunes pedido anticipado y Bonus Track Edición japonesa |                            |              |                     |          |  |
| N.º                                                                       | Título                     | Escritor(es) | Productor(es)       | Duración |  |
| 15.                                                                       | «4real4real» (con Da Brat) | Cox, Carey   | Danja, Mariah Carey | 4:13     |  |

### Ediciones
- Edición normal: 14 canciones en caja de plástico con libreto de 16 páginas.
- Edición de lujo: 14 canciones en caja de cartón con un póster y skin para Ipod Classic.
- Edición Especial: en Doble Vinil 14 canciones en 2 vinilos (Hecho en EU y Reino Unido).[40]

## Posicionamientos en listas
| Lista (2008)       | Posición más alta |
| ------------------ | ----------------- |
| Argentina          | 10                |
| Australia ARIA     | 2                 |
| Austria            | 8                 |
| Bélgica (Wallonia) | 25                |
| Bélgica (Flanders) | 17                |
| Brasil             | 2                 |
| Canadá             | 1                 |
| Países Bajos       | 11                |
| Ecuador            | 1                 |
| Europa             | 3                 |
| Francia            | 6                 |
| Alemania           | 7                 |
| Grecia             | 6                 |
| Irlanda            | 7                 |
| Italia             | 9                 |

| Listas (2008)         | Posición más alta |
| --------------------- | ----------------- |
| Japón                 | 7                 |
| México                | 13                |
| Nueva Zelanda         | 10                |
| Noruega               | 20                |
| Filipinas             | 1                 |
| Polonia t             | 33                |
| Portugal              | 15                |
| España                | 16                |
| Suecia                | 22                |
| Suiza                 | 5                 |
| Reino Unido           | 3                 |
| EE. UU. Billboard 200 | 1                 |

## Créditos
| - Productores: William "will.i.am" Adams, Mariah Carey, Bryan-Michael Cox, Danja, DJ Toomp, Jermaine Dupri, James Poyser, Swizz Beatz, The-Dream, Tricky Stewart, Scott Storch, Stargate - Productores ejecutivos: Carey, L.A. Reid - Co-productores ejecutivos: Mark Sudack - Respaldo vocal: Sade Austin, Carey, Shawntae "Da Brat" Harris, "Cri$tyle" Johnson, Dante Santiago, Mary Ann Tatum. - Ingenieros: Adams, Nick Banns, Mikkel S. Eriksen, Brian Garten, Kuk Harrell, John Horesco IV, Padriac Kerin, Derrick Selby, Kelly Sheehan, James Stassen. | - Mezclas: Marcella Araica, Miguel Bustamante (asistente), Dylan Dresdow, Dupri, Supa Engineer Duro, Josh Houghkirk (asistente), Jaycen Joshua, Fabián Marasciullo, David Pensado, Phil Tan. - Mastering: Bernie Grundman - Gestión: Benny Medina, Gina Rainville, Michael Richardson, Melissa Ruderman, Sudack. - Paquete de producción: Carol Corless, Doug Joswick. - Instrumentación: B.M.C., Stargate |

## Fechas de publicación
| Región                       | Fecha               | Sello          |
| ---------------------------- | ------------------- | -------------- |
| Rusia                        | 8 de abril de 2008  | Island Records |
| Polonia                      | 9 de abril de 2008  | Island Records |
| Alemania                     | 11 de abril de 2008 | Island Records |
| Países Bajos                 | 11 de abril de 2008 | Island Records |
| Francia                      | 14 de abril de 2008 | Island Records |
| Filipinas (Edición Especial) | 14 de abril de 2008 | Island Records |
| Reino Unido                  | 14 de abril de 2008 | Island Records |
| Canadá                       | 15 de abril de 2008 | Island Records |
| Hong Kong                    | 15 de abril de 2008 | Island Records |
| Corea del Sur                | 15 de abril de 2008 | Island Records |
| España                       | 15 de abril de 2008 | Island Records |
| Taiwán                       | 15 de abril de 2008 | Island Records |
| Estados Unidos.              | 15 de abril de 2008 | Island Records |
| Brasil                       | 16 de abril de 2008 | Island Records |
| Finlandia                    | 16 de abril de 2008 | Island Records |
| Japón                        | 16 de abril de 2008 | Island Records |
| Suecia                       | 16 de abril de 2008 | Island Records |
| Australia                    | 19 de abril de 2008 | Island Records |
| México                       | 22 de mayo de 2008  | Island Records |
| Tailandia                    | 22 de mayo de 2008  | Island Records |
| U.A.E.                       | 28 de abril de 2008 | Island Records |